# کیم وا کنوسن
کیم وا کنوسن (دانمارکی: Kim Wraae Knudsen؛ زادهٔ ۱۹ سپتامبر ۱۹۷۷) قایقران کانو اهل دانمارک است.